# 石建米商
石建米商（こくだてまいあきない）は、幕末に大坂の堂島米会所で一時的に行われた取引方法。

## 概要
堂島米会所では、長年、正米を取引対象とした正米商と、建物米を取引対象とした帳合米商、そして、小口の帳合米商とも言える虎市が行われてきた。
しかし、幕末の政治経済の変動が米価にも影響し、正米商と帳合米商の相場が全く別個の動きを見せたために市場が混乱した。こうした状況を解消するために、1863年（文久3年）に虎市を発展させて導入された制度である。
石建米商も先物取引の一種であるが、限月（決算月）を2ヶ月のちに1ヶ月に限定し、限月における決算価格を堂島にある4つの蔵の3日間（のちに10日間）の正米平均入札価格とした。更に1石あたり15匁以上の変動が発生する取引を無効扱いにした。その一方で、取引参加者の敷銀規定を撤廃し、資力がなくても取引に参加できるようにした。
先物取引の性格を残しながらも、正米市場の相場に近い範疇に価格を留める効果をもたらしたが、反面資力が無くても大金を手中に出来る可能性があったために賭博的な要素も有した。
1869年（明治2年）に、明治政府は、先物取引を禁じて堂島米会所の廃止を命じたために、この取引も途絶えた。